# Наваль Акрам
Наваль Акрам (араб. نوال أكرم‎) — комик, модель, спортсменка и борец за права инвалидов. Когда ей было шесть лет, ей поставили диагноз мышечная дистрофия Дюшенна, и в 10 лет школа отстранила её от обучения против её воли; она получила инвалидность в 12 лет. С тех пор она основала Muscular Dystrophy Qatar, чтобы привлечь внимание к этому заболеванию, и в 2017 году была признана одной из «100 женщин» Би-би-си.

## Карьера
Наваль Акрам родилась в Дохе в семье пакистанцев. Она одна из шести детей Мохаммеда и Саймы Акрам. В возрасте шести лет у неё диагностировали миодистрофию Дюшенна, в 12 лет она начала пользоваться инвалидной коляской после падения и перелома ноги. Другие дети издевались над ней из-за её состояния, учителя в школе ничего с этим не делали. Затем Акрам исключили из её школы, так школьная администрация не хотела брать на себя ответственность за ребёнка с ограниченными физическими возможностями. Её родители угрожали подать в суд на школу, но отказались от этого, так иск мог повлиять на образование её братьев и сестер. Они стали подавать заявления в другие школы, но их отклоняли на основании её состояния или национальности. Специальные школы отказывали, так как у Наваль не было умственной отсталости. В конце концов Акрам попробовала домашнее обучение, но оно было неэффективно из-за работавших неполный рабочий день репетиторов.
Из-за отсутствия доступа к образованию Наваль впала в депрессию. Она стала работать в Mada, катарской организации людей с ограниченными возможностями. Находясь там, она узнала, как можно использовать социальные сети для продвижения идей.
С тех пор она помогала детям с ограниченными возможностями в Катаре и на Ближнем Востоке получить образование и выступала в качестве комика со Stand Up Comedy Qatar (SUCQ), первым и единственным в стране коллективом стендап-комиков, который был основан в ноябре 2010 года. Также Акрам работает моделью.
Акрам занялась паралимпийским видом спорта бочче и расширила своё присутствие в социальных сетях. В 2016 году она основала организацию Muscular Dystrophy Qatar, чтобы повысить осведомленность об этом состоянии. Она вошла в список Би-би-си «100 женщин».